# Khun Sa
Chang Chi-fu (chinois traditionnel : 張奇夫 ; pinyin : Zhāng Qífú) (17 février 1934 - 26 octobre 2007), plus connu sous le nom de guerre de Khun Sa, est un seigneur de la guerre birman. Il était surnommé le « Prince de la Prospérité » « Roi de l'Opium » ou le « Seigneur de la Mort » pour ses activités de trafic d'opium dans le triangle d'or. Il était aussi le chef de l'Armée Shan Unie et de la Mong Taï Army.

## Biographie
Khun Sa était de père sino-birman et de mère shan. Son pseudonyme signifie "Prince Prospère". À la mort de son père, en 1937, sa mère se remaria avec Khun Ji, chef de Mongtawm. Elle mourut elle-même en 1939, le laissant orphelin à cinq ans. Khun Sa partit vivre avec son grand-père paternel Khun Yihsai (Zhang Chunwu), chef de Loimaw (en).
Khun Sa a sans doute fait ses premières armes dans les rangs de la 93e division du Kuomintang (KMT), qui, lors de la victoire des communistes chinois en 1949, vint se replier en Birmanie.
Le 6 janvier 1960, le colonel Maung Shwe, Commandant de la région orientale, lui proposa de mettre sur pied une milice armée pro-birmane. En 1963, il la transforma en Ka Kwe Ye, une milice locale loyale au gouvernement central, ce qui lui permit de recevoir de l'argent, des uniformes et des armes en échange de son combat contre les (autres) rebelles shan.

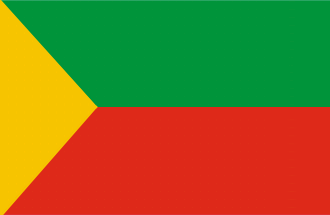
Drapeau de l'Armée de l'État Shan.

Quand son armée eut atteint 800 hommes, le 15 juin 1964, Khun Sa cessa de collaborer avec le gouvernement et se retourna contre le pouvoir central sous les ordres de Bo Deving, un héros de la bataille de Tangyan (1959) ; arrivé en Thaïlande, à Ban Hintaek, dans la Province de Chiang Rai, il rompit avec Bo Deving pour rejoindre la toute-nouvelle Armée de l'État Shan (SSA). Il prit le contrôle d'une large portion de l'État Shan et se lança dans la production d'opium à grande échelle.
En 1967, il engagea une « Guerre de l'Opium » dans le triangle d'or contre les restes du Kuomintang de Li Mi (infiltrés en Birmanie depuis le Yunnan après leur défaite contre les armées maoïstes en 1949). celle-ci ne tourna pas à son avantage. Une caravane d'opium de Khun Sa fut capturée par le général Ouane Rattikone, commandant de l'armée laotienne (Khun Sa affirme la lui avoir reprise ensuite).
Le 20 octobre 1969, Khun Sa fut capturé par le gouvernement central et envoyé à la prison de Mandalay ; ses troupes, menées par son chef d'état-major mandchou Zhang Xuchuan (Falang), continuèrent le combat sous le nom d'Armée Unie du Pays Shan (SUA).
Le 16 avril 1973, deux médecins russes en poste à Taunggyi furent enlevés par un de leurs aides pour servir d'otages contre la libération de Khun Sa. Celui-ci fut relâché le 7 septembre 1974 et gardé « sous protection » à Mandalay par le Renseignement militaire.
Le 7 février 1976, il s'évada, regagnant d'abord l'État Shan, puis Ban Hintaek, où il reprit le trafic d'opium. Il renomma son groupe "Armée Shan Unie" et embrassa la cause de l'autonomie shan contre le gouvernement birman.
Durant deux décennies, de 1974 à 1994, le pourcentage d'héroïne distribuée dans les rues de New-York venant du Triangle d'or, dans le nord du Myanmar, de la Thaïlande et du Laos monte de 5 % à 80 %. Le produit est pur à près de 90 %, « La meilleure du marché », selon la DEA. Toujours selon la DEA, Khun Sa contrôle la plupart du trafic.
Le 16 avril 1977, il rencontra Joseph Nellis, aide de Lester Wolff, Président du Comité du Congrès américain sur les Narcotiques, et lui présenta un "Plan en six ans" pour mettre fin à la production d'opium. L'administration Carter refusa sa proposition (18 juillet).
Le 21 janvier 1982, la police des Frontières thaïlandaise attaqua ses forces à Ban Hintaek et les expulsèrent de Thaïlande. Selon Khun Sa, elle avait été « payée par la DEA ». Plus tard, Khun Sa attaqua et occupa Doilang, en face du district de Mae Ai (province de Chiang Mai).

Drapeau de la Mong Taï Army.

Le 3 mars 1985, Khun Sa s'allia avec le « Conseil Révolutionnaire Tai » de Moh Heng, Gawnzerng et Zarm Mai. Ils formèrent une nouvelle "Armée de l'État Shan" (SSA), renommée en avril Mong Taï Army. Il fut élu Vice-président du nouveau « Conseil Révolutionnaire Tai » (plus tard "Conseil Révolutionnaire de Restauration de l'État Shan") et installa son quartier général à Homong, en face de Mae Hong Son. Il contrôlait alors la frontière birmo-thaïlandaise entre Mae Hong Son et Mae Sai et était devenu une des principales figures du trafic d'opium du triangle d'or.
In 1988, Khun Sa fut interviewé dans la jungle par le journaliste australien Stephen Rice, venu illégalement par la frontière thaïlandaise. Il proposa de vendre au gouvernement australien la totalité de sa récolte sur huit ans, pour 50 millions de dollars australiens par an, proposition qui aurait virtuellement anéanti le trafic d'héroïne en Australie et aux États-Unis du jour au lendemain. Le gouvernement australien rejeta cette offre, le sénateur Gareth Evans déclarant : « Le gouvernement australien n'a pas pour habitude de payer les criminels pour les empêcher de se livrer à leurs activités. » 
En 1989, Khun Sa fut inculpé par un tribunal de New York pour avoir essayé d'importer 1 000 tonnes d'héroïne. Il avait également proposé aux États-Unis d'acheter la totalité de sa production d'opium, de sorte qu'elle ne soit pas vendue sur le marché international.
Le 11 juillet 1991, Gawnzerng mourut et Khun Sa fut élu à sa place président du "Conseil Révolutionnaire de Restauration de l'État Shan".
Le 12 décembre 1993, il déclara formellement l'indépendance des territoires sous son contrôle, mais dès 1994 ses forces en déplacement sur la frontière sino-birmane furent attaquées et dispersées par l'armée régulière. Le 6 juin 1995, le colonel Gunyawd se mutina pour former l'"Armée Nationale de l'État Shan" (SSNA) ; le reste de la Mong Taï Army de Khun Sa fut simultanément attaqué par les Wa et l'armée birmane, et victime d'un blocus thaïlandais à la frontière.
Khun Sa se rendit aux Birmans le 7 janvier 1996, sous condition qu'il ne serait pas livré aux États-Unis, qui avaient offerts deux millions de $ pour sa capture. Il ne fut ni arrêté, ni extradé, mais installé sur la base de Ye Kyi Aing, près de Rangoon, sous la protection du Renseignement militaire. En 2004, au moment de la disgrâce de son allié, le général Khin Nyunt, Khun Sa s'installa à Rangoon même, toujours "sous protection", jouissant tranquillement de ses investissements dans la capitale, ainsi qu'à Mandalay et Taunggyi.

### Décès
Khun Sa est mort à Rangoon le 26 octobre 2007 à 06 h 30 (heure locale), à 73 ans. La cause de sa mort est inconnue. On sait qu'il souffrait de diabète, d'une paralysie partielle et d'hypertension,. Sa crémation eut lieu le 30 octobre au cimetière de Yeway, Okkalapa du Nord.